# San Isidro (Samar do Norte)
San Isidro é um município de  quarta classe de renda municipal (d) na província Samar do Norte, nas Filipinas. De acordo com o censo de 1 de maio  de  2020 possui uma população de 27 867 pessoas e 6 158 domicílios.